# Harry Dean Stanton
Harry Dean Stanton, född 14 juli 1926 i West Irvine i Kentucky, död 15 september 2017 i Los Angeles i Kalifornien, var en amerikansk skådespelare och musiker. 
Under Stantons drygt sextio år långa karriär gjorde han noterbara framträdanden i filmer som Rebell i bojor (1967), Kellys hjältar (1970), Dillinger (1973), Gudfadern del II (1974), Alien (1979), Flykten från New York (1981), Christine (1983), Repo Man (1984), Paris, Texas (1984), Pretty in Pink (1986), Kristi sista frestelse (1988), Wild at Heart (1990), The Straight Story (1999), Den gröna milen (1999), Alpha Dog (2006), Inland Empire (2006) och Lucky (2017).

## Biografi
Efter att ha tjänstgjort som kock i flottan under andra världskriget, bland annat vid slaget om Okinawa, återvände Stanton till University of Kentucky, där han påbörjade sin skådespelarutbildning. Han debuterade på filmduken i Tomahawk Trail (1957) vilket ledde till en rad mindre roller under 1950- och 1960-talet. I takt med att hans rykte som skådespelare stadigt steg, fick han större roller där han kunde utnyttja sin återhållsamma stil, som i till exempel Rebell i bojor (1967), Gudfadern del II (1974) och Alien (1979). 1984 gjorde Stanton sin karriärs mest betydande insats i rollen som Travis i Wim Wenders Paris, Texas. Senare samma år cementerade han sitt rykte som kultskådespelare i Alex Cox' film Repo Man.
Under sin långa karriär gjorde Stanton sig känd som en mångsidig karaktärsskådespelare. 2017 gjorde han sina två sista roller, bland annat som Carl Rodd i David Lynchs fortsättning på Twin Peaks, samma roll som han gjorde i Twin Peaks: Fire Walk with Me (1992). Stanton gjorde totalt fem produktioner tillsammans med Lynch för film eller TV, bland annat den hyllade The Straight Story (1999) där han under endast några minuters medverkan i slutet av filmen visar upp varför han var en sådan favorit bland regissörer och filmfans. Hans sista roll som huvudperson i filmen Lucky gjorde han som 91-åring. Han avled två veckor före premiären.

## Filmografi i urval
- 1956 – Fel man (ej krediterad)
- 1957 – Tomahawk Trail
- 1958–1968 – Krutrök (TV-serie) (åtta avsnitt)
- 1959–1965 – Rawhide (TV-serie) (fyra avsnitt)
- 1960 – Huckleberry Finns äventyr
- 1962 – Så vanns vilda västern (ej krediterad)
- 1966 – Jagad mot döden
- 1967 – I nattens hetta (ej krediterad)
- 1967 – Han red för att hämnas
- 1967 – Rebell i bojor
- 1970 – Kellys hjältar
- 1973 – Pat Garrett och Billy the Kid
- 1973 – Dillinger
- 1974 – Gudfadern del II
- 1976 – Missouri Breaks
- 1979 – Alien
- 1979 – The Rose
- 1980 – Tjejen som gjorde lumpen
- 1981 – Flykten från New York
- 1983 – Christine
- 1984 – Repo Man
- 1984 – Paris, Texas
- 1984 – Röd gryning
- 1985 – En förtrollad jul
- 1986 – Pretty in Pink
- 1988 – The Cowboy and the Frenchman (kortfilm)
- 1988 – Kristi sista frestelse
- 1989 – Twister
- 1990 – Wild at Heart
- 1992 – Par i trubbel
- 1992 – Twin Peaks: Fire Walk with Me
- 1994 – Mot väggen i Attica
- 1995 – Never Talk to Strangers
- 1996 – Titta vi dyker
- 1996 – Dead Man's Walk (TV-serie) (tre avsnitt)
- 1997 – Fire Down Below
- 1998 – Fear and Loathing in Las Vegas
- 1998 – The Mighty
- 1999 – The Straight Story
- 1999 – Den gröna milen
- 2000 – The Man Who Cried
- 2002 – Sonny
- 2003 – Anger Management
- 2004 – The Big Bounce
- 2004 – 2 1/2 män (TV-serie) (avsnittet "Back Off Mary Poppins")
- 2006 – Inland Empire
- 2006–2010 – Big Love (TV-serie) (37 avsnitt)
- 2011 – Rango
- 2012 – The Avengers
- 2012 – Seven Psychopaths
- 2013 – The Last Stand (ej krediterad)
- 2017 – Lucky